# Danei (Tainan)
Danei (chinesisch 大內區, Pinyin Dànèi Qū, W.-G. Ta4-nei4 Ch'ü1, Pe̍h-ōe-jī Toā-lāi-khu) ist ein Bezirk der regierungsunmittelbaren Stadt Tainan im Südwesten der Republik China auf Taiwan.

## Lage und Beschreibung
Danei liegt im östlich-zentralen Stadtgebiet von Tainan in der Übergangszone von der Jianan-Ebene im Westen zum weiter östlichen Hügelland. Letzteres macht etwa 70 Prozent der Fläche Daneis aus. Die westliche Begrenzung und einen Teil der südlichen Grenze des Bezirks bildet der Fluss Zengwen (曾文溪,  Zēngwén Xī), der in gewundenem Verlauf durch Danei fließt. Die Nachbarbezirke sind Yujing im Osten, Shanshang im Süden, Shanhua im Westen, Guantian im Norden und Liujia im Nordosten.

## Geschichte
Vor Beginn der chinesischen Einwanderung war die Gegend von Pingpu-Völkern indigene austronesische Stämme besiedelt. Die Einwanderung von Han-Chinesen setzte zur Regierungszeit Kaiser Kangxis (1661–1722) ein. Zum Ursprung des Ortsnamens ‚Danei‘ gibt es verschiedene Vermutungen. Er soll sich von Nei Zhuang (內庄,  Nèi Zhuāng – „inneres (d. h. im Binnenland gelegenes) Dorf“) ableiten. Hier soll der älteste „große“ Bruder der Familie Yang, die zu den ersten Einwanderern in der Gegend gehörte, gelebt haben und der Ort soll daher die Bezeichnung Da-Nei Zhuang (大,  Dà – „groß“) erhalten haben. Während der japanischen Herrschaft über Taiwan (1895–1945) wurde im Jahr 1920 im Rahmen einer Verwaltungsreform aus dem chinesischen Danei Zhuang das japanische Ōuchi Shō (mit gleichen Schriftzeichen 大內庄). Nach der Übernahme Taiwans durch die Republik China im Jahr 1946 wurde Danei eine Landgemeinde (鄉,  Xiang) im 1946 neu eingerichteten Landkreis Tainan. Mit der Auflösung und Angliederung des Landkreises an die Stadt Tainan am 25. Dezember 2010 wurde die Landgemeinde ein Stadtbezirk (區,  Qū) von Tainan.

## Bevölkerung
Mit etwa 8643 Einwohnern (August 2024) gehört Danei zu den Stadtbezirken Tainans mit der geringsten Bevölkerung. Angehörige der indigenen Bevölkerung machen wie überall in Tainan nur einen geringen Anteil der Bevölkerung aus (ca. 0,3 %).
| Gliederung Daneis |
|                   |

## Verwaltungsgliederung
Danei ist in 10 Ortsteile (里,  Lǐ) gegliedert.
1 Danei (大內里)

2 Neijiang (內江里)

3 Shicheng (石城里)

4 Shihu (石湖里)

5 Shilin (石林里)

6 Neiguo (內郭里)

7 Quxi (曲溪里)

8 Erxi (二溪里)

9 Toushe (頭社里)

10 Huanhu (環湖里)

## Verkehrsverbindungen
Die einzige größere überregionale Straße ist die Provinz-Schnellstraße 84, die von Norden kommend in Danei nach Osten abbiegt, in schnurgeradem Verlauf zweimal den Zengwen überquert und dann weiter nach Südosten läuft. Ein Eisenbahnanschluss besteht nicht.

## Landwirtschaft
Die Primärsektor ist der dominierende Wirtschaftszweig. Die Hauptprodukte sind Bambussprossen, Süßkartoffel, Kohl, Zuckerrohr, Mais, Erdnuss, Ananas, Zitrusfrüchte und Bananen. An Nutztieren werden vorwiegend Schafe und Ziegen gehalten.

## Besonderheiten, Sehenswürdigkeiten
Seit dem Jahr 2013 ist im Ortsteil Erxi das Nanying-Planetarium (南瀛天文館,  Nányíng Tiānwénguǎn, ) für die Öffentlichkeit zugänglich. Dem Planetarium ist eine astronomische Ausstellungshalle, eine Sternenhimmelbeobachtungsterrasse u. a. angeschlossen. Im Ortsteil Erxi befindet sich auch die Tsou-Ma-Lai-Freizeitfarm (走馬瀨農場,  Zǒumǎlài Nóngchǎng, ) auf dem Gelände einer ehemaligen Siraya-Siedlung am Ufer des Zengwen.

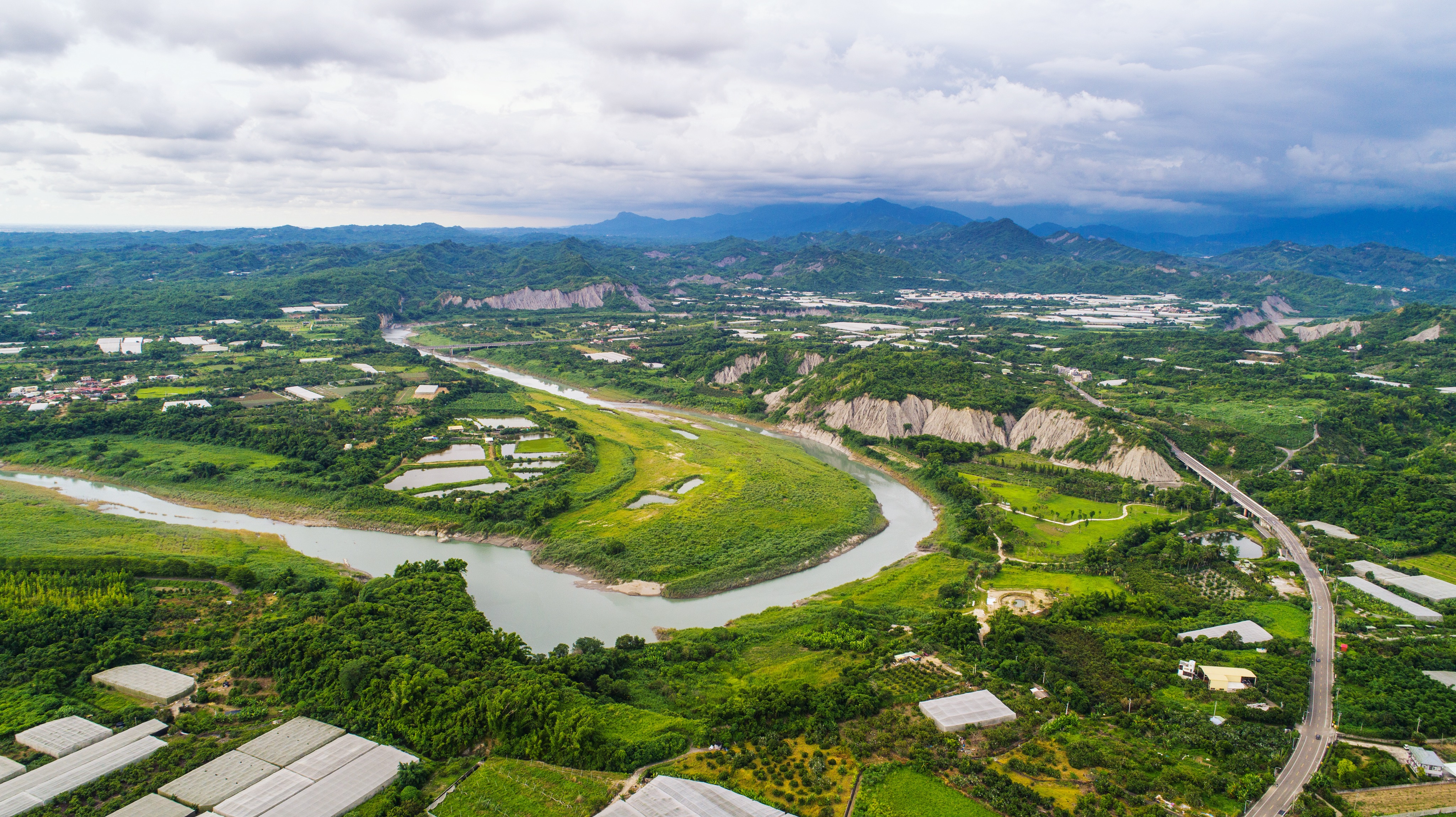
Flussschleife des Zengwen
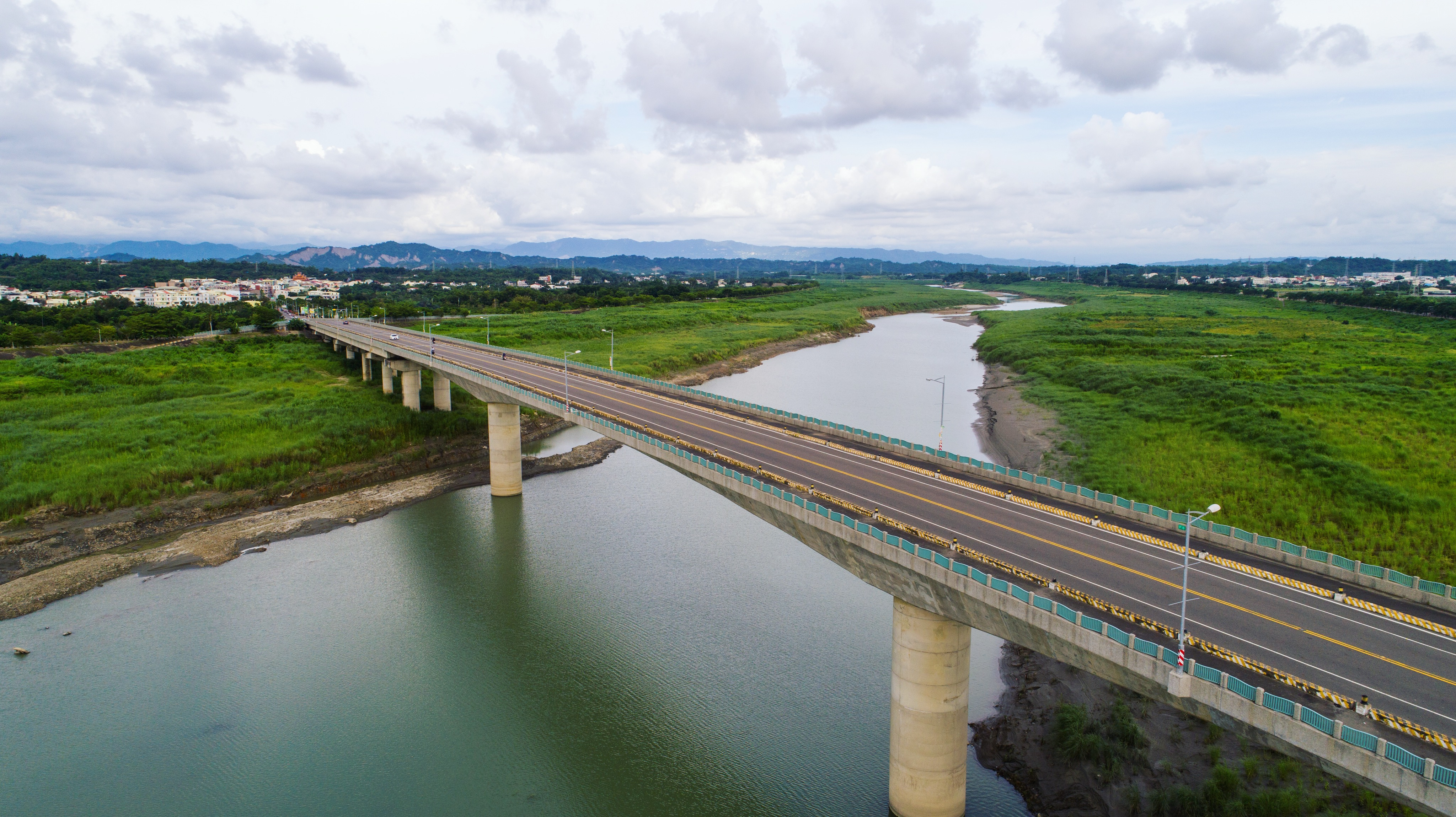
Provinz-Schnellstraße 84 (Brücke über Zengwen)
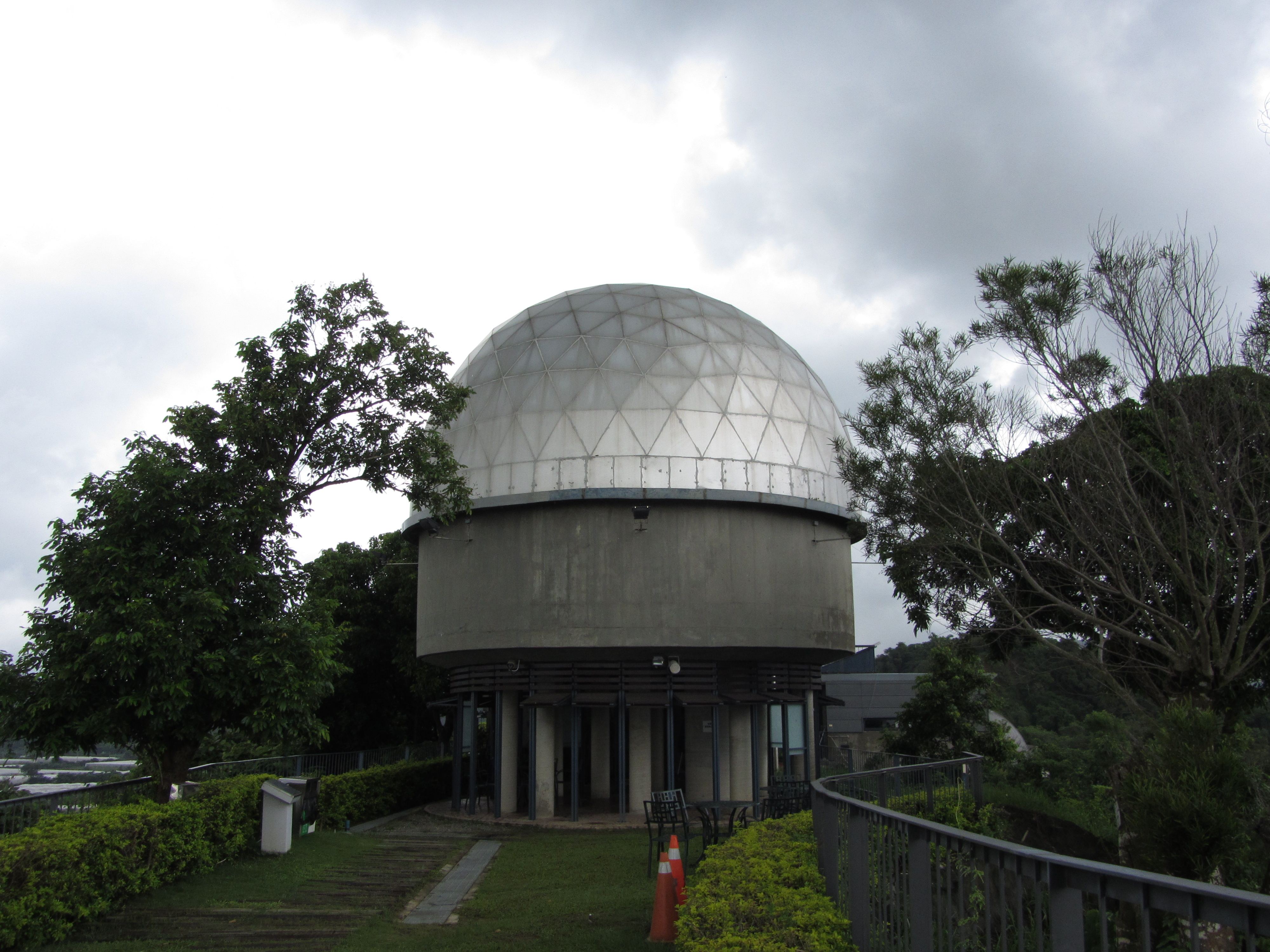
Planetarium in Erxi